# Exocet
Exocet er et franskkonstrueret sømålsmissil, med versioner der kan affyres fra skibe, ubåde, fly og lastbiler. Adskillige missiler af typen blev affyret under konflikter i 1980'erne.

## Etymologi
Missilet fik sit navn af M. Guillot, den daværende tekniske direktør på Nord Aviation, og er det franske ord for flyvefisk (Exocoetidae).

## Beskrivelse
Exocet er bygget af MBDA, en europæisk missilproducent. Udviklingen begyndte i 1967, som et skibsaffyret missil navngivet MM.38. Det luftaffyrede missil, navngivet AM.39, blev udviklet i 1974 og blev taget i brug af Marine nationale fem år senere.
Missilet er konstrueret til at ramme store krigsskibe. Det bliver styret af et inertistyreprogram og tæt på målet tænder missilet sin radar for at finde og ramme målet. Missilet benytter sig af fast brændstof, hvilket giver det en maksimal rækkevidde på op til 97 sømil (Blok III) og 38 sømil for tidligere versioner. Alle versioner af missilet, bortset fra de luftaffyrede, er udstyret med en booster og ubådsversionen er tillige placeret i en vandtæt affyringskapsel.
Exocetmissilet er produceret i et antal forskellige versioner:
- MM.38 (Mer-Mer; hav til hav), skibsaffyret.
- AM.39 (Air-Mer; luft til hav), flyaffyret.
- SM.39 (Sous-Mer; undervand til hav), ubådsaffyret.
- MM.40 skibsaffyret.

Konkurrenterne til Exocetmissilet er det amerikanskbyggede Harpoon, den kinesiske Yingji-serie og det svenske RBS15.

### MM.40 Block 3
Den nyeste version af missilet; MM.40 (block 3) er udviklet med en længere rækkevidde ved at bruge en turbofanmotor der er udstyret med fire luftindtag for at sikre en kontinuerligt luftforsyning til motoren under kraftige drej.
Block 3 missilerne er i modsætning til ældre versioner i stand til at benytte en forudbestemt rute, der ikke nødvendigvis er den direkte vej samt engagere landmål.

## Historie

### Falklandskrigen
I 1982, under Falklandskrigen, blev Exocet-missilet verdenskendt da Armada de la República Argentinas Super Etendard jagerbombere udrustet med Exocet sænkede den britiske destroyer HMS Sheffield den 4. maj 1982 samt handelsskibet Atlantic Conveyor på 15.000 tons den 25. maj. Et MM.38 Exocet blev overført fra den argentinske korvet ARA Guerrico til en påhængsvogn og beskadigede den britiske destroyer HMS Glamorgan den 12. juni.
På trods af argentinske påstande om et vellykket angreb på det britiske hangarskib HMS Invincible den 30. maj, viste det sig at Invincible fortsatte sine operationer uden synlige tegn på skader, det må derfor antages at være argentinsk propaganda.
Exocetmissilet der traf HMS Sheffield, ramte skibets andet dæk, 2,5 meter over vandlinjen og trængte ind i kontrolrummet, tæt ved det forreste maskinrum, hvor det rev et hul i skroget på cirka 3,5 kvadratmeter. Tilsyneladende detonerede sprænghovedet ikke. Beretninger antyder at missilets træfning øjeblikkeligt ødelagde skibets elektricitetssystem og vandtilførslen til brandslukningssystemet. Tabet af disse systemer betød at branden ikke kunne kontrolleres og skibet måtte opgives. Tabet af Sheffield kom som et stort chok for briterne. Missilet selv vandt dog en spøjs form for respekt og ordet "Exocet" blev optaget i det engelske sprog i betydningen "et knusende angreb". Ordet bliver efterhånden sjældent brugt, men forståelsen er ikke glemt.[kilde mangler] Besætningen på Sheffield og besætningen fra omkringliggende skibe var i den tro at missilet detonerede, men den officielle rapport fra Royal Navy Board of Inquiry fastslår at ud fra de resterende beviser var der ikke tale om nogen detonation. Derimod var der tale om en kombination af missilets kinetiske energi samt missilets resterende brændstof der antændte.
Exocetmissilet der traf Glamorgan eksploderede heller ikke, men det resterende raketbrændstof betød at der opstod en voldsom brand. Sandsynligvis var det, der reddede Glamorgan fra den totale ødelæggelse, den prompte reaktion fra officererne og gasterne på broen. Med under et minuts varsel om at der var et missil på vej, blev der beordret fuld fart frem og skibets agterende blev drejet mod missilet. Da missilet traf, var skibet stadig i færd med at dreje og skibet lå derfor med en kraftig hældning til bagbord i søen. I stedet for at ramme skibets side ramte missilet derfor skråt ind på lønningen og rikochetterede opad. Bulen i skibssiden efter missilet var da også betydelig, da Glamorgan fik en opgradering i 1982.
I årene efter Falklandskrigen blev det afsløret at den britiske regering og MI6 var dybt bekymrede over de åbenbare mangler i Royal Navys forsvar mod sømålsmissiler og de fordele det umiddelbart gav Argentina. I London, forestillede man sig det værste: Et eller begge af de britiske hangarskibe; Invincible og Hermes blev ødelagt eller beskadiget så meget at man ikke kunne fortsætte operationerne. Det ville betyde at opgaven med at generobre Falklandsøerne ville være betydeligt sværere. For at inddæmme truslen fra Exocetmissilerne indledte briterne en større efterretningsoperation. Operationen inkluderede britiske agenter der udgav sig for at være våbenhandlere der var villige til at sælge et stort antal missiler til argentinerne, således at man kunne aflede opmærksomheden fra reelle våbenhandlere. Frankrig nægtede samtidig at levere Exocet AM.39 missiler til Peru, af frygt for at missilerne skulle finde vej til den argentinske flåde.[kilde mangler]

### Mellemøsten
Man anslår at Irak affyrede omkring 200 Exocetmissiler mod iranske handelsskibe under Iran-Irak-krigen med blandet succes. Tankskibe og anden civil handelstrafik blev ofte ramt.
Den 17. maj 1987, antog piloten på et irakisk Mirage F-1 fly tilsyneladende den amerikanske fregat af OHP-klassen USS Stark for et iransk tankskib og affyrede to Exocetmissiler mod skibet. Det første missil traf skibet i bagbords side, det andet missil ramte næsten samme sted og efterlod et hul på 3 m × 4 m, da det eksploderede i et beboelsesområde. 37 besætningsmedlemmer blev dræbt og 21 sårede under episoden. Stark blev kraftigt beskadiget men blev reddet af sin besætning og vendte hjem til reparationer. Piloten i kampflyet blev efter sigende henrettet efter hjemkomsten og hans forklaring for angrebet kunne ikke fremskaffes. Senere afviste embedsmænd fra Irak at piloten var blevet henrettet og oplyste at han stadig var i live.

### Tidligere brugere
- Den belgiske flåde benyttede Exocet på fregatterne af Wielingen-klassen. Disse skibe blev alle solgt i 2008.
- Royal Navy benyttede Exocet indtil det sidste skib bevæbnet med MM.38 blev udfaset i 2002.

## Eksterne links
- Fabrikantens hjemmeside Arkiveret 22. november 2009 hos  Wayback Machine (engelsk)
- Billeder af forskellige versioner af Exocetmissilet Arkiveret 18. april 2005 hos  Wayback Machine (engelsk)
- Argentinsk redegørelse om Exocet i krigen mod Storbritannien Arkiveret 23. februar 2009 hos  Wayback Machine (engelsk)
- Billeder af USS Stark efter missilangrebet Arkiveret 22. juni 2012 hos  Wayback Machine (engelsk)